# Гвідо Рені
Ґвідо Рені (італ. Guido Reni; 4 листопада 1575, Кальвенцано, Емілья-Романья — 18 серпня 1642, Болонья) — італійський художник, відомий представник Болонської школи. Малював фрески, релігійні і міфологічні картини, іноді портрети.

## Біографія
Гвідо Рені — син італійських музи́к з міста Болонья, Даніеле Рені та його дружини Джинерви де Поччі. У віці 9-10 років батьки віддали його в майстерню болонського художника Деніса Кальварта. Працював він помічником і в майстернях художників Альбані і Доменікіно. З заснуванням в Болоньї Академії братів Каррачі перейшов туди і вважається учнем Каррачі.

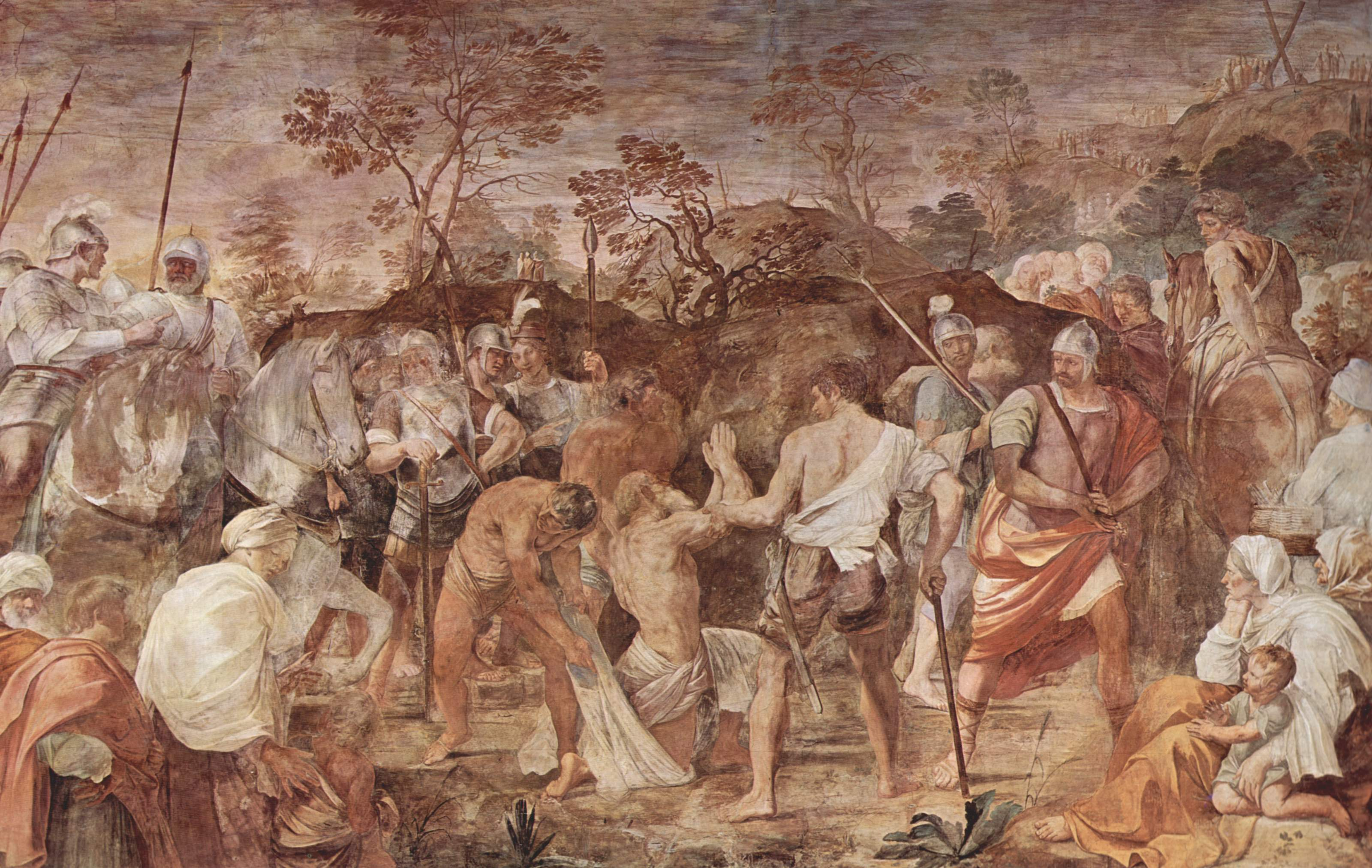
Фреска Рені «Страта Св. Андрія» у церкві святого Григорія Великого, Рим.

Усі італійські майстри вважали за доцільне знати техніку створення фресок, бо це давало право робити стінописи в церквах і мати стабільний заробіток. Аби опанувати техніку фрескових стінописів, Рені стажувався у художника Феррантіні. Пробою сил були стінописи фасаду палаццо Цані в Болоньї. Усе це стало в нагоді молодому художнику, коли той дістався Риму у 1600 році.
У Римі отримав замовлення від кардинала Боргезе на розпис плафону в палаццо Роспільозі, де створив відому фреску «Аврора». Пізніше ця фреска стане маніфестом академізму, (живопису, пов'язаного з академічним, художнім навчанням) і розійдеться в десятках копій як зразок міфологічного твору. По замові папи римського Павла V зробив фрески в каплиці Квирінальського палацу зі сценами життя Богоматері. Невпинно малював релігійні і міфологічні картини. У Римі ненадовго підпав під благодійний вплив творів Караваджо. Пізніше відійшов від його манери, що надало його творам збляклих кольорів і ознак занепаду.
Жив і працював головним чином в Римі і Болоньї, ненадовго виїжджав у Неаполь та Равенну.
Після смерті Лодовіко Каррачі 1619 повернувся до Болоньї, де посів посаду керівника Болонської академії.

## Картини із впливом караваджизму

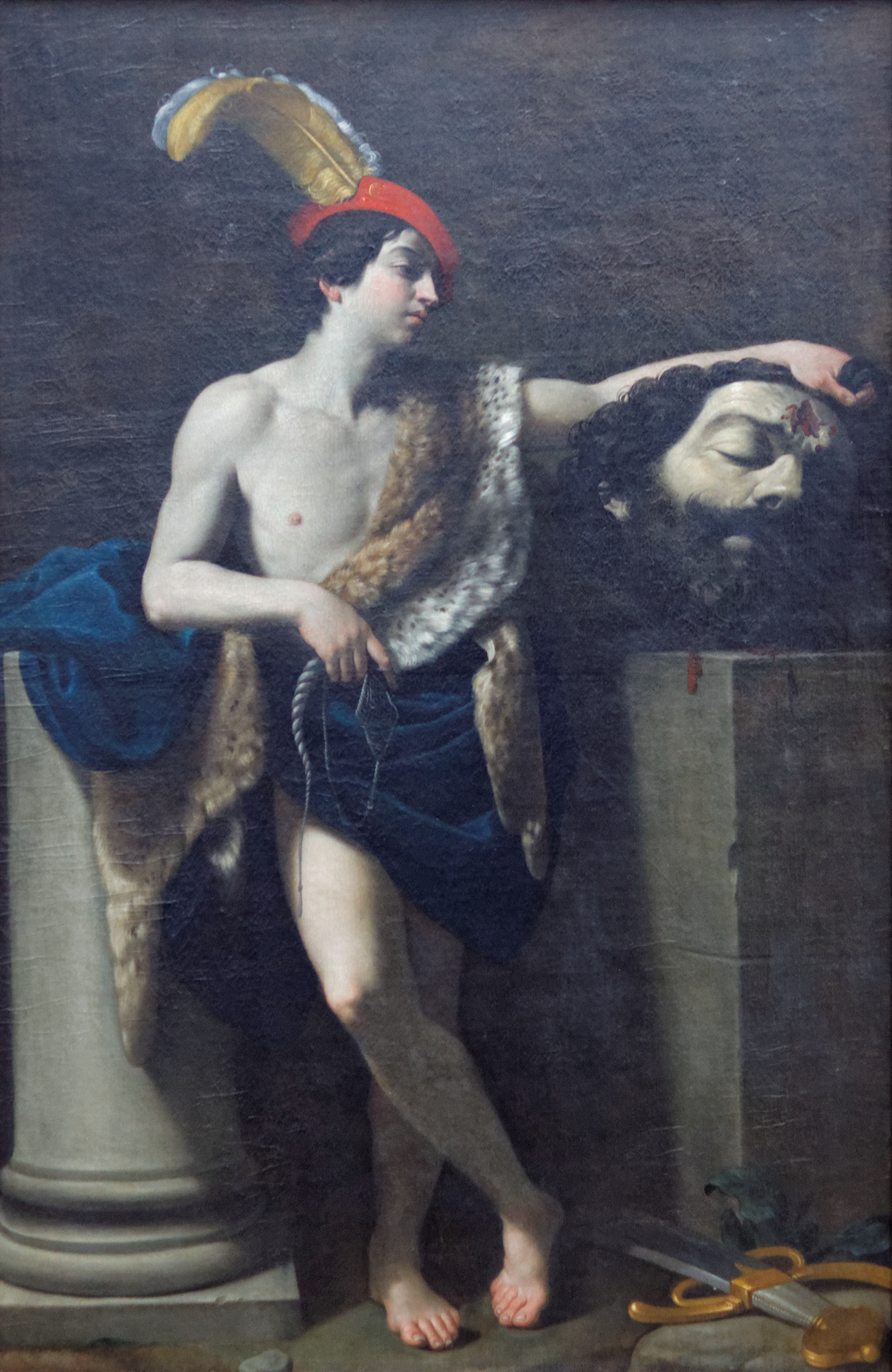
Давид із головою Голіафа,1605 р., Лувр, Париж.
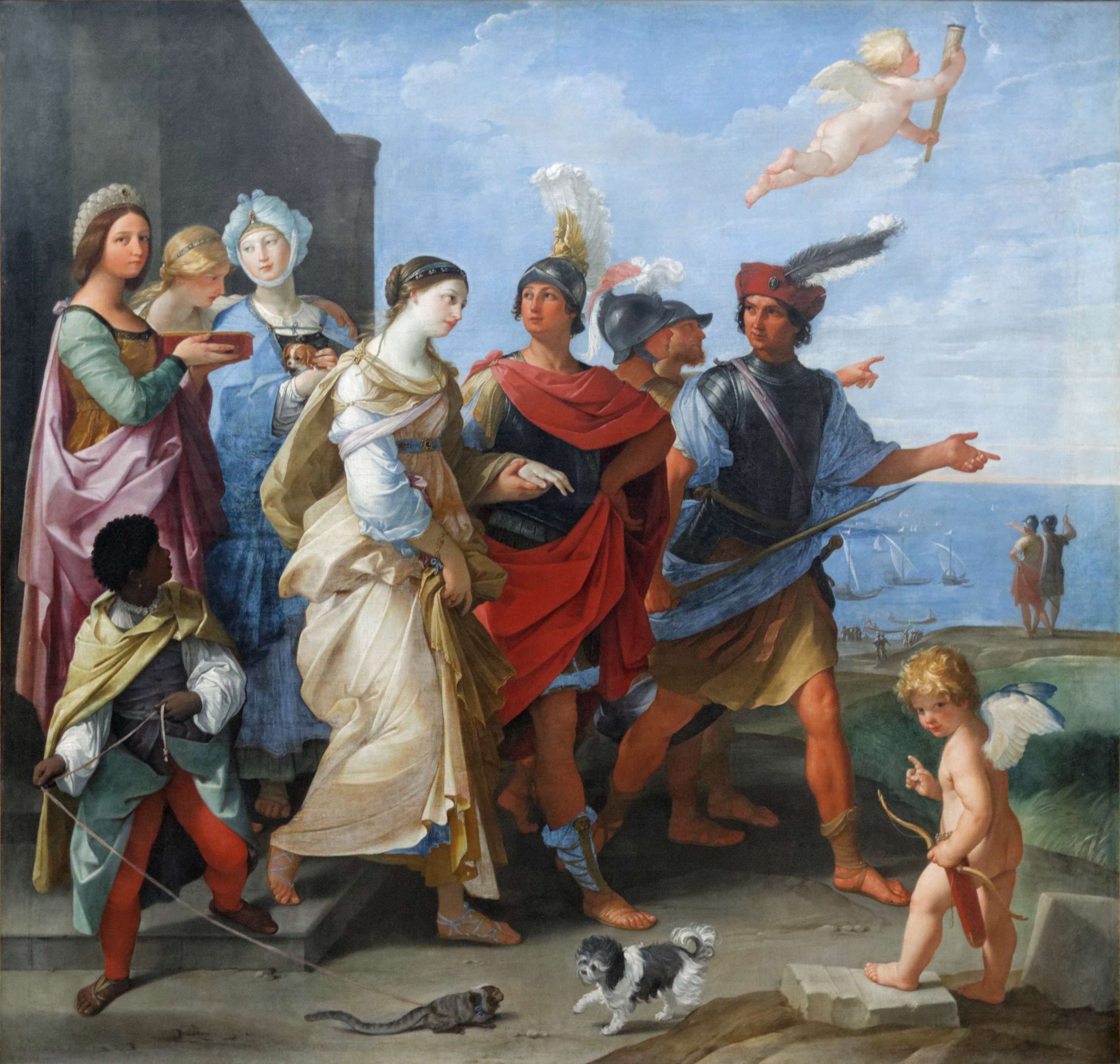
Олену Прекрасну ведуть на корабель, 1631, Лувр, Париж.
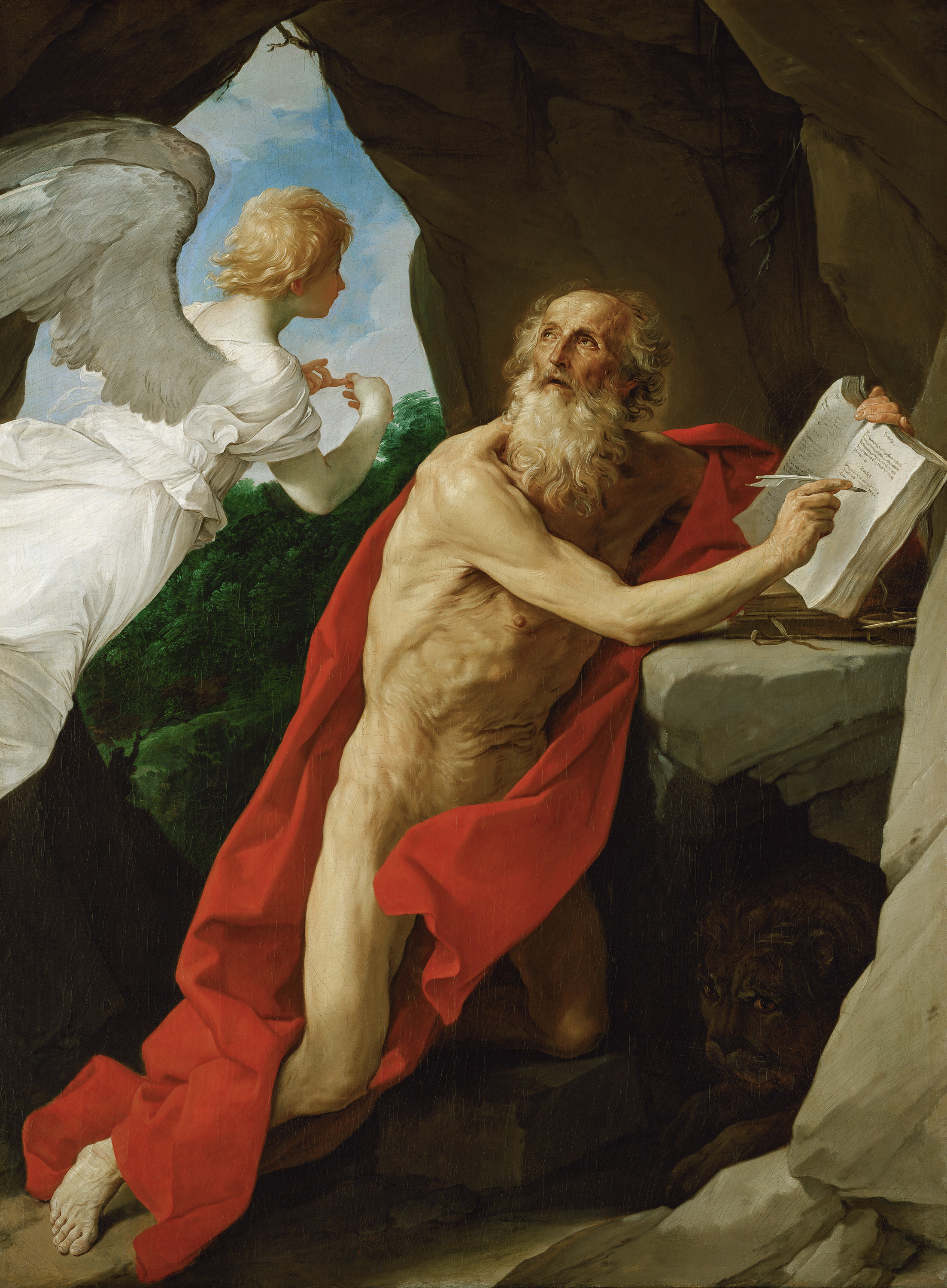
Св.Єронім, Відень
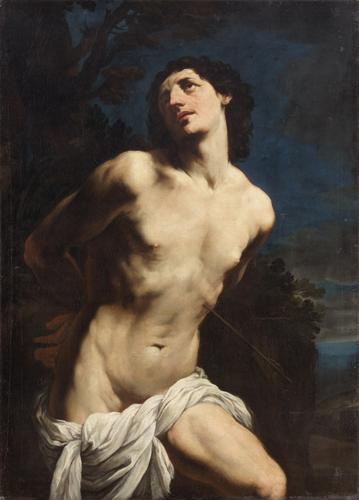
Розстріл Св. Себастьяна. Відень

## Релігійні картини

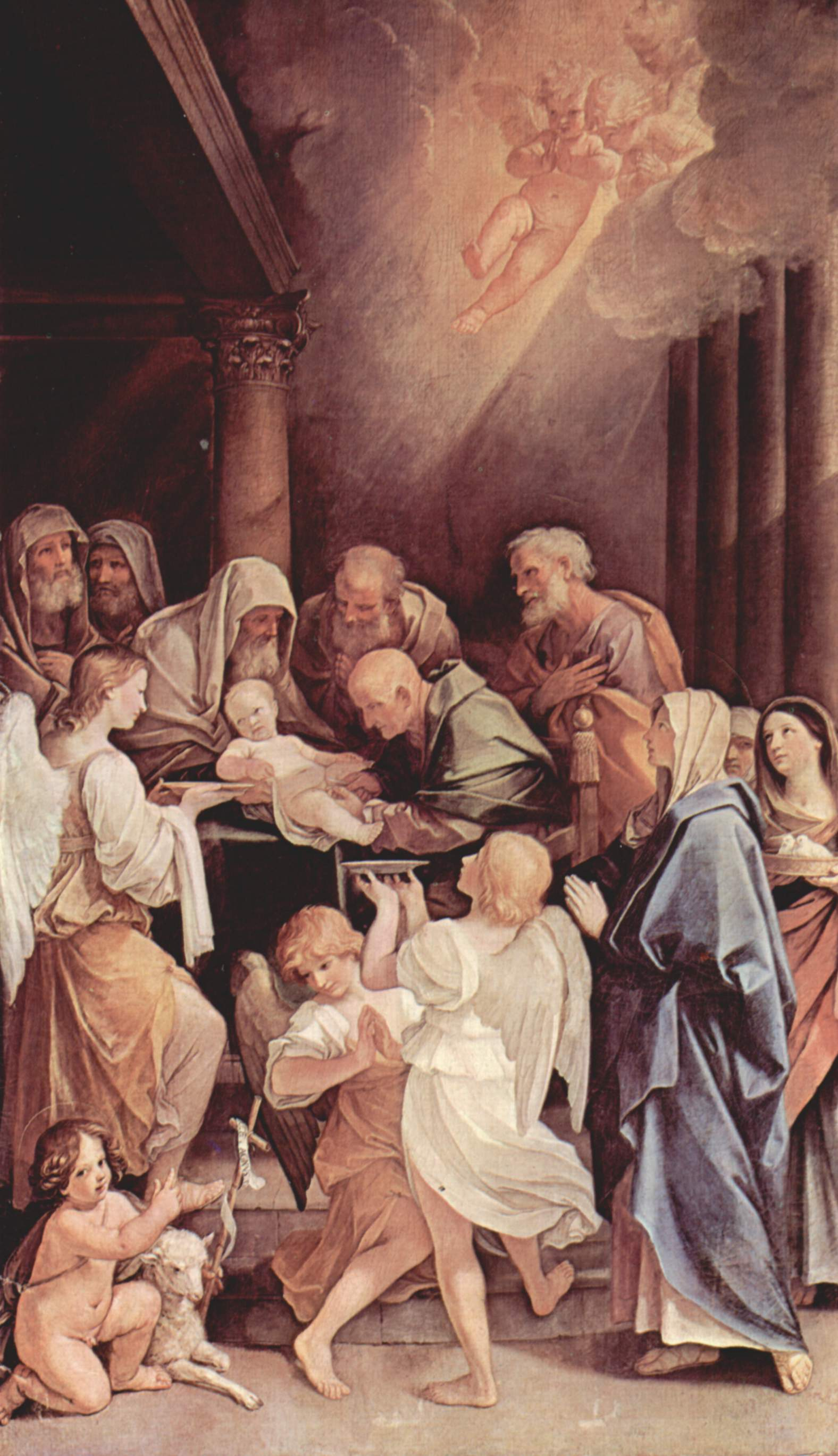
Обрізання немовляти Христа за єврейським законом, Сієна, Сан Мартіно.
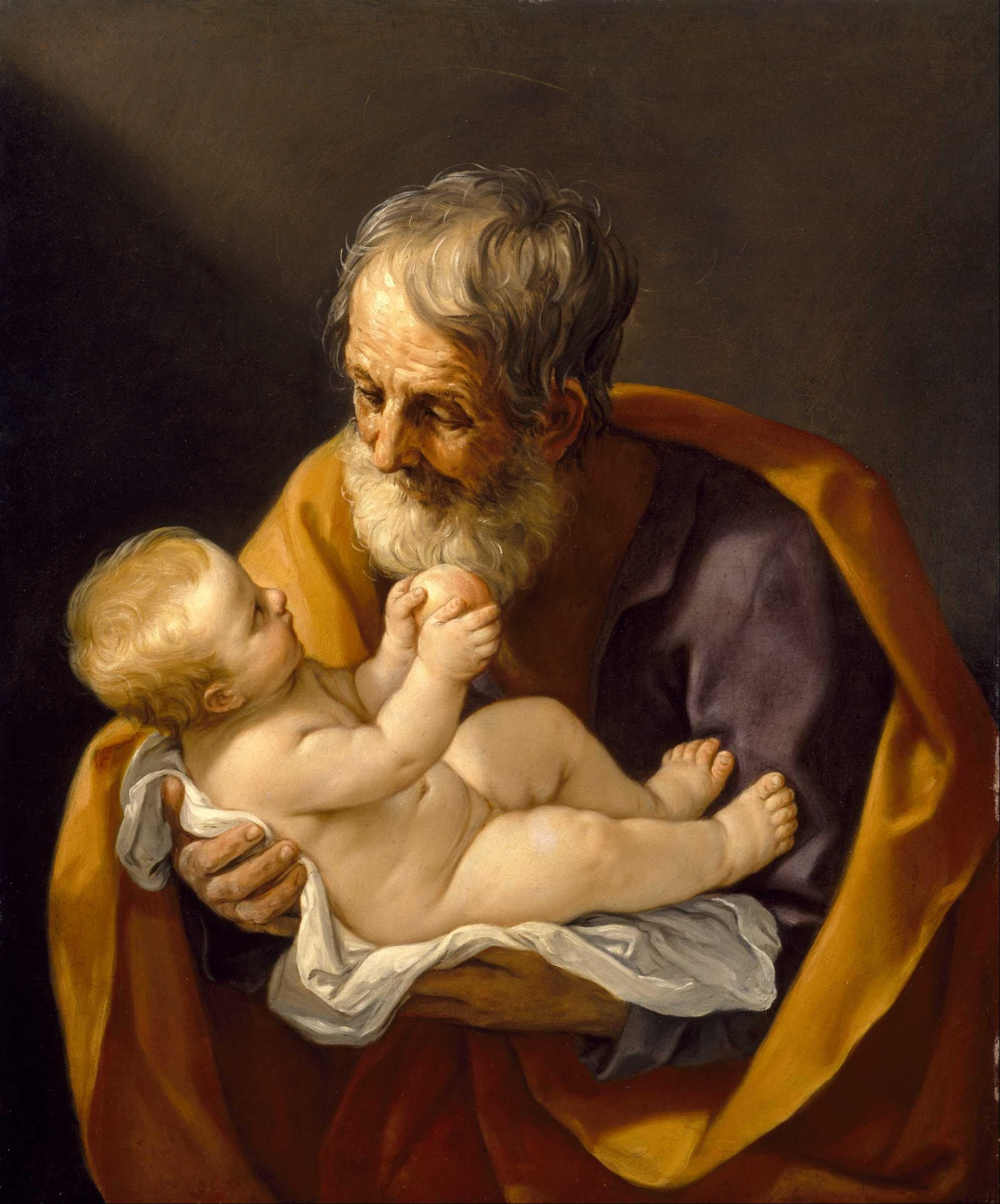
Святий Йосип колисає дитятко Ісуса
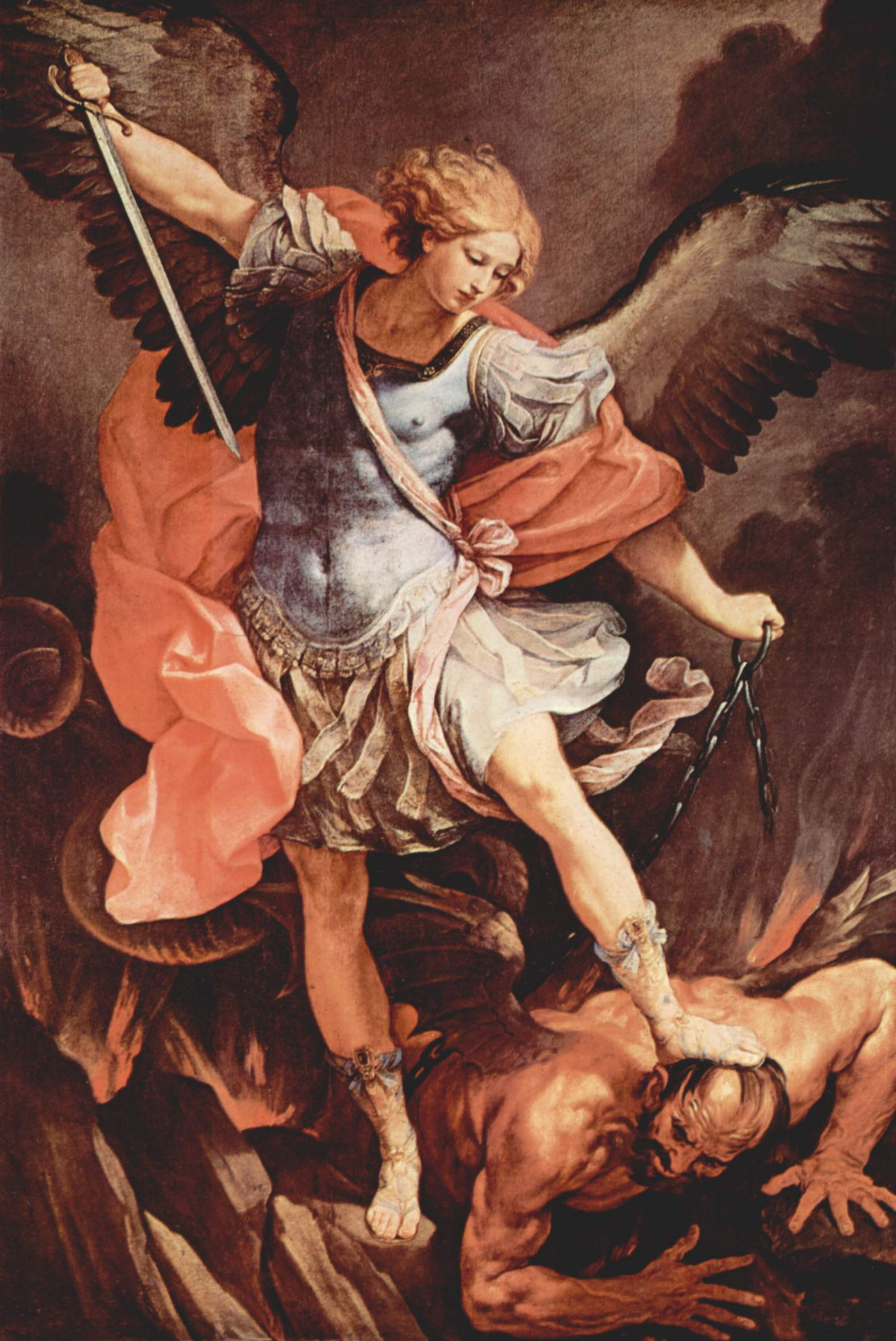
Михайло Архангел у Санта-Марія-делла-Кончеціоне, Рим.
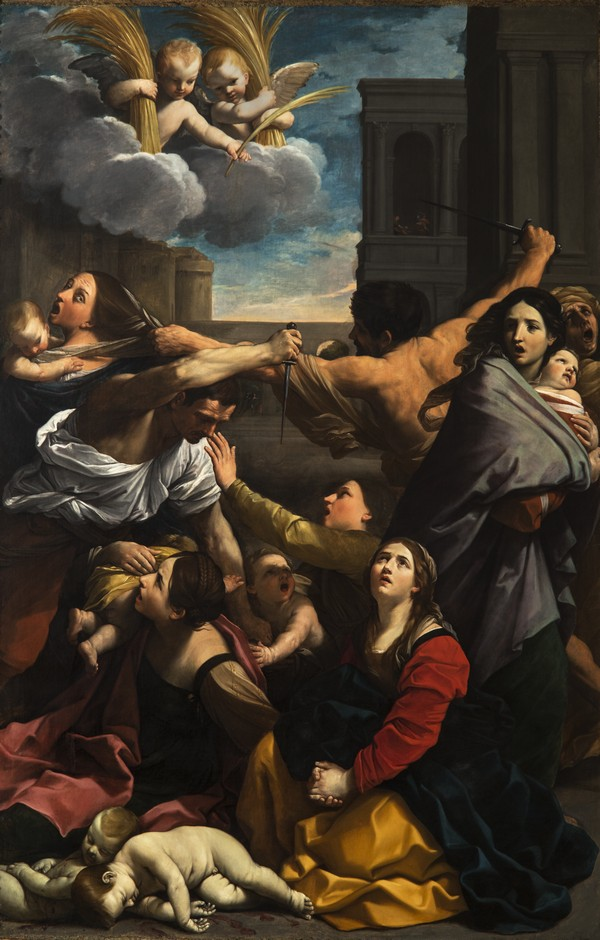
Винищення немовлят за наказом царя Ірода.Болонья, нац. пінакотека
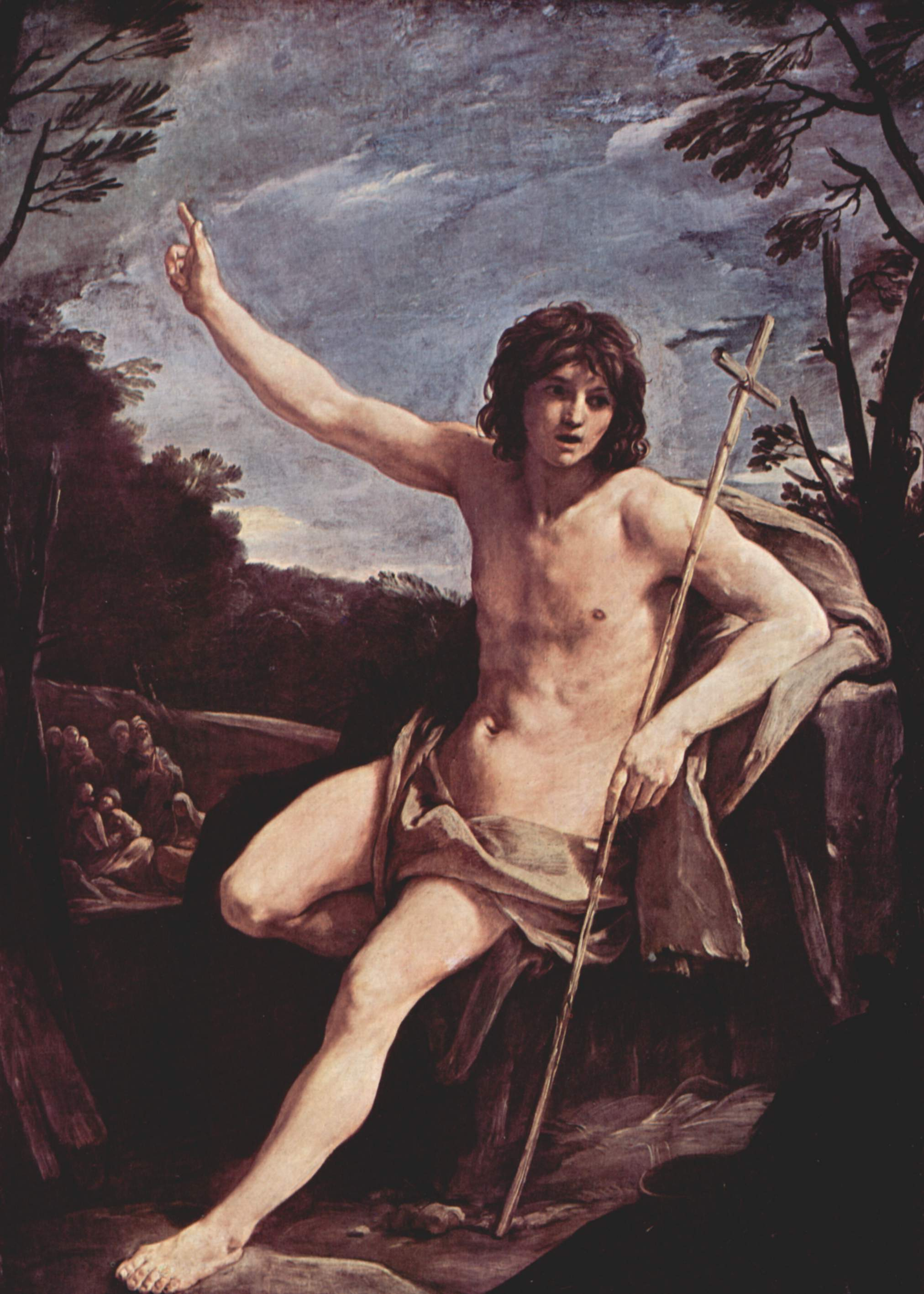
Іван Хреститель у пустелі. Лондон.

## Ґвідо Рені в Україні

### В українській літературі
Згадка про творчість Ґвідо Рені, зокрема про картину «Христос у терновім вінку», є в оповіданні Клима Поліщука «Воєнко» (1921).